# Distretto di Dharwad
Il distretto di Dharwad è un distretto del Karnataka, in India, di 1 603 794 abitanti. È situato nella divisione di Belgaum e il suo capoluogo è Dharwad.